# ماركوس نويماير
ماركوس نويماير (بالألمانية: Markus Neumayr)‏ (مواليد 26 مارس 1986) هو لاعب كرة قدم ألماني ، يجيد اللعب في مركز خط الوسط , ويلعب أيضًا كلاعب خط وسط مهاجم ومهاجم ثاني , ويلعب حاليًا لنادي لوتسيرن السويسري.

## بطولات وإنجازات اللاعب

### مانشستر يونايتد تحت 21
- الدوري الإنجليزي الممتاز للاحتياطيين - مجموعة الشمال: 2005 ، 2006

### فادوتس
- دوري التحدي السويسري: 2013–2014
- كأس ليختنشتاين: 2013–2014 ، 2014–2015

## روابط خارجية
- ماركوس نويماير على موقع اتحاد تركيا (لاعب) (الإنجليزية)
- ماركوس نويماير على موقع قاعدة بيانات كرة القدم.إي يو (الإنجليزية)
- ماركوس نويماير على موقع بيانات كرة القدم. دي إي (الألمانية)
- ماركوس نويماير على موقع Soccerway.com (الإنجليزية)
- ماركوس نويماير على موقع عالم كرة القدم.نت (الإنجليزية)
- Markus Neumayr